# Passo Pian delle Fugazze
Passo Pian delle Fugazze je horský průsmyk o nadmořské výšce 1163 m n. m. nalézající se ve Vicentinských Alpách mezi italskými provinciemi Trento a Vicenza.

## Poloha a okolí
Průsmyk je na severu ohraničen pohořím Pasubio a na jihu pohořím Sengio Alto. Představuje přechod z Vallarsa (německý exonym Brandtal) se stejnojmennou trentinskou obcí do údolí Val Leogra, které patří k vizentinské obci Valli del Pasubio. Obecní hranice mezi Vallarsou a Valli del Pasubio, která je zároveň hranicí provincie, leží mírně východně od skutečného vrcholu průsmyku.
Přes průsmyk vede silnice Strada Statale 46 del Pasubio, která je od roku 2001 na straně Vicenzy překlasifikována na Strada Provinciale 46 del Pasubio a spojuje Rovereto s Vicenzou. Na vrcholu průsmyku končí Strada Provinciale 219 di Camposilvano, která přichází ze severozápadu a vede ke stejnojmenné osadě v obci Vallarsa, stejně jako Strada del Re (Královská cesta) na jihovýchodě, silnice, kterou v roce 1918 slavnostně otevřel král Viktor Emanuel III. Spojuje Passo Pian delle Fugazze na východě Sengio Alto s Passo di Campogrosso. Tato silnice vede také k Ossario del Pasubio, kostnici s ostatky asi 5 000 převážně italských vojáků padlých v první světové válce na pasubijské frontě. Od křižovatky je silnice Strada del Re do Passo di Campogrosso pro dopravu uzavřena.

## Historie
První zmínka o průsmyku pochází z roku 579. Římané však pravděpodobně již v roce 400 n. l. přes průsmyk vybudovali větev Via Claudia Augusta, kterou v období stěhování národů využívali Langobardi a Maďaři k postupu z údolí Adiže přes Vallarsu do benátské nížiny.
Během fáze benátské expanze v jižním Trentinu, která náhle skončila bitvou u Calliana v roce 1487, byl průsmyk důležitým přechodem pro benátská vojska. Po porážce Benátek v bitvě u Agnadella v roce 1509 se Pian delle Fugazze stal hraničním průsmykem mezi Benátskou republikou a Habsburky.
Na jaře roku 1701, během války o španělské dědictví, překročila průsmyk vojska Evžena Savojského přicházející z Vallarsy poté, co Francouzi pod velením Nicolase de Catinat zablokovali průchod přes Veronskou úžinu.
Po letech hraničních sporů byl v roce 1751, za vlády Marie Terezie, přesný průběh hranice u Pian delle Fugazze vyřešen vzájemnou dohodou s Benátskou republikou. Z této doby pochází hraniční kámen se znakem Habsburků a Lvem svatého Marka několik metrů od průjezdní cesty.
V roce 1792 se Benátky rozhodly vybudovat přes průsmyk silnici, na níž se chtěla finančně podílet i obec Schio. Napoleonská éra, za níž byla v roce 1797 zrušena i Dóžecí republika, však realizaci projektu oddálila. V roce 1802 se konečně začalo se stavebními pracemi a o deset let později dosáhla východní silnice přes průsmyk v údolí Val Leogra až k Pian delle Fugazze. Silnice, v té době již nazývaná Strada Regia, byla konečně dokončena za císaře Františka I. V roce 1822 mohl být otevřen poslední úsek ve Vallarse, poté co byla již v roce 1818 dokončena přístupová cesta ze Schia.
Během první italské války za nezávislost došlo 25. dubna 1848 u Pian delle Fugazze k potyčce mezi italskou Svobodnou gardou pod velením básníka a vlastence Arnalda Fusinata, rodáka ze Schia, a rakouskými jednotkami. Tuto událost připomíná pamětní kámen vztyčený v roce 1898 na bývalé císařské hranici.
Po třetí italské válce za nezávislost v roce 1866 tvořil průsmyk také císařskou hranici mezi Rakousko-Uherskem a Italským královstvím. V roce 1906 byla přes průsmyk zavedena pravidelná autobusová doprava mezi městy Schio a Rovereto. O plánovaném železničním spojení přes průsmyk se poprvé hovořilo v roce 1864. V roce 1899 byl dokonce předložen projekt s tunelem vedoucím pod průsmykem. K jeho realizaci však nikdy nedošlo.
Po vstupu Itálie do první světové války byl průsmyk Pian delle Fugazze ještě 24. května 1915 obsazen italskými vojsky. V letech 1916–1918 představoval důležitou součást italské fronty na Pasubiu. V roce 1937 bylo po dokončení Strada degli Eroi otevřeno silniční spojení z průsmyku horské chatě Rifugio Achille Papa, které bylo otevřeno pro automobilovou dopravu až do 90. let 20. století.

## Galerie

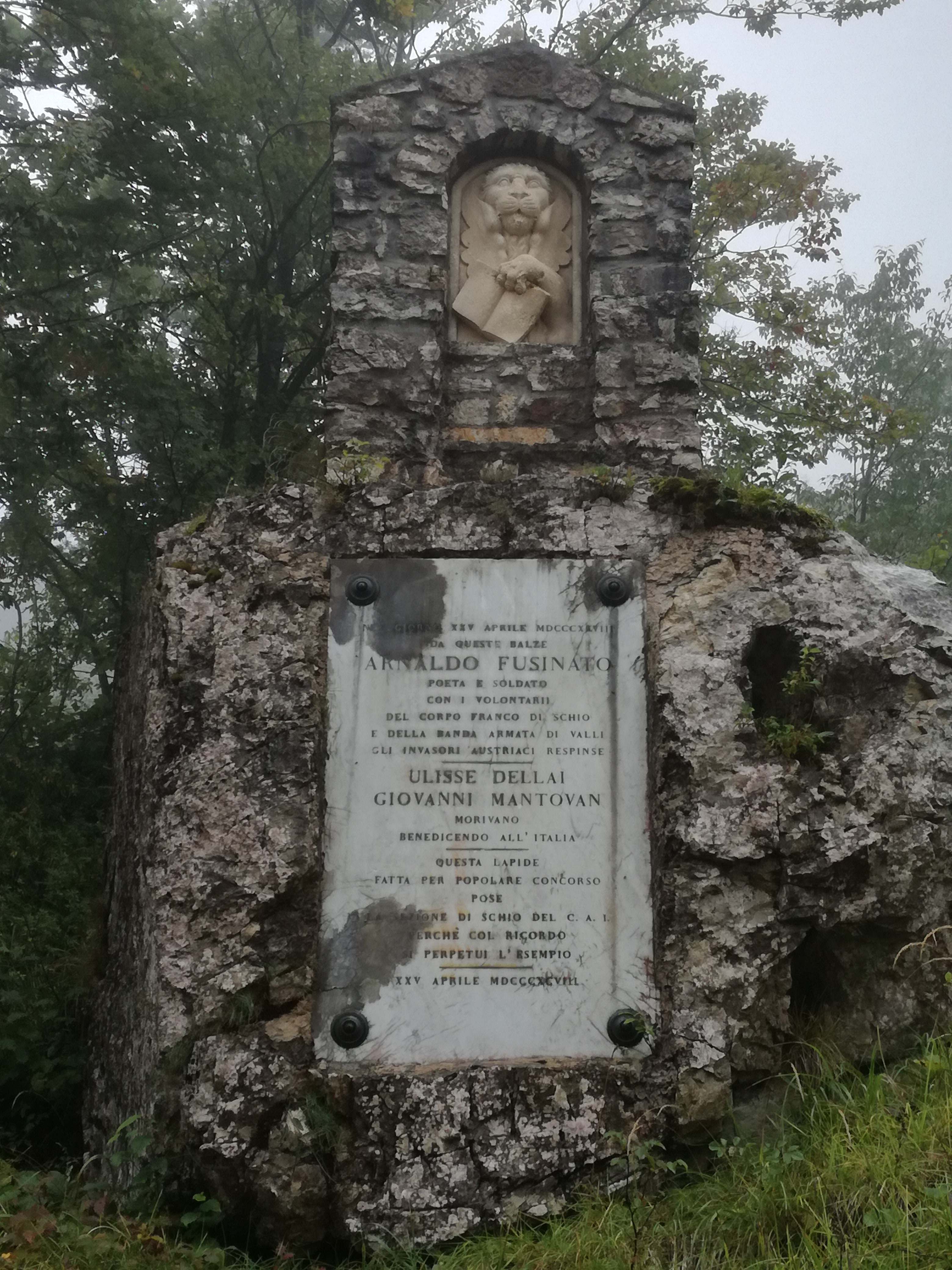
Pamětní kámen bitvy z 25. dubna 1848
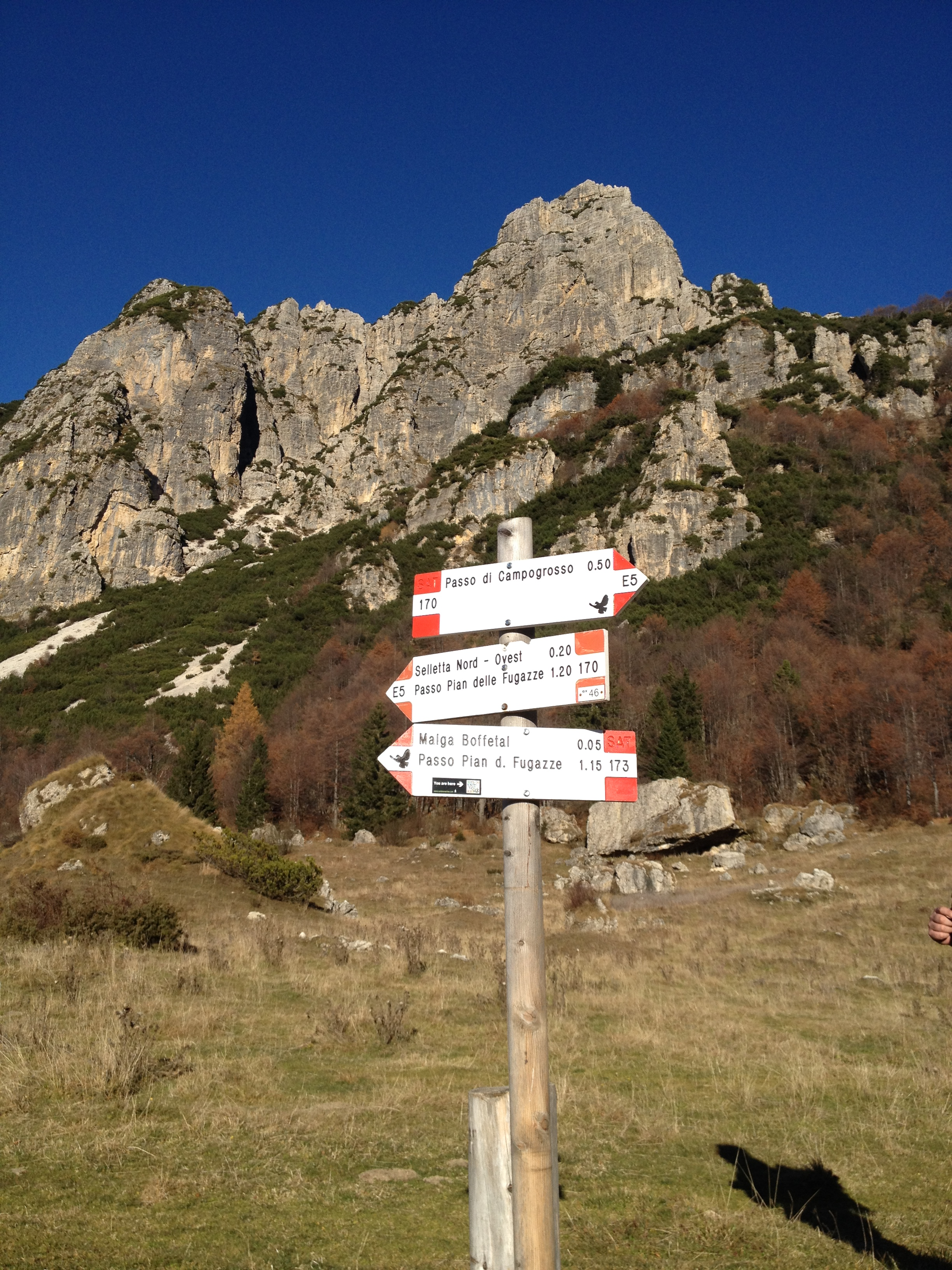
rozcestník na Passo Pian delle Fugazze
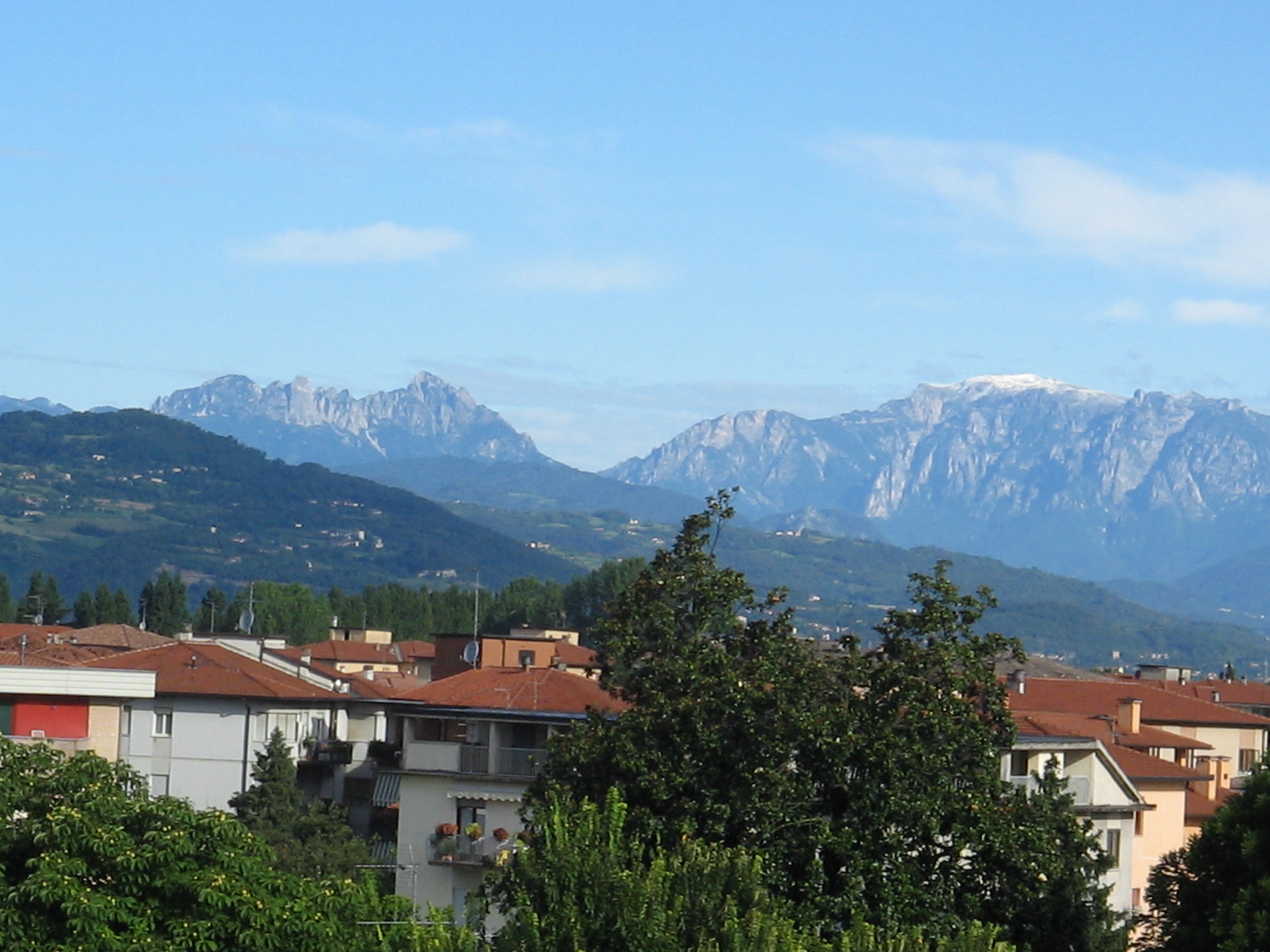
pohled na Passo Pian delle Fugazze od Vicenzy
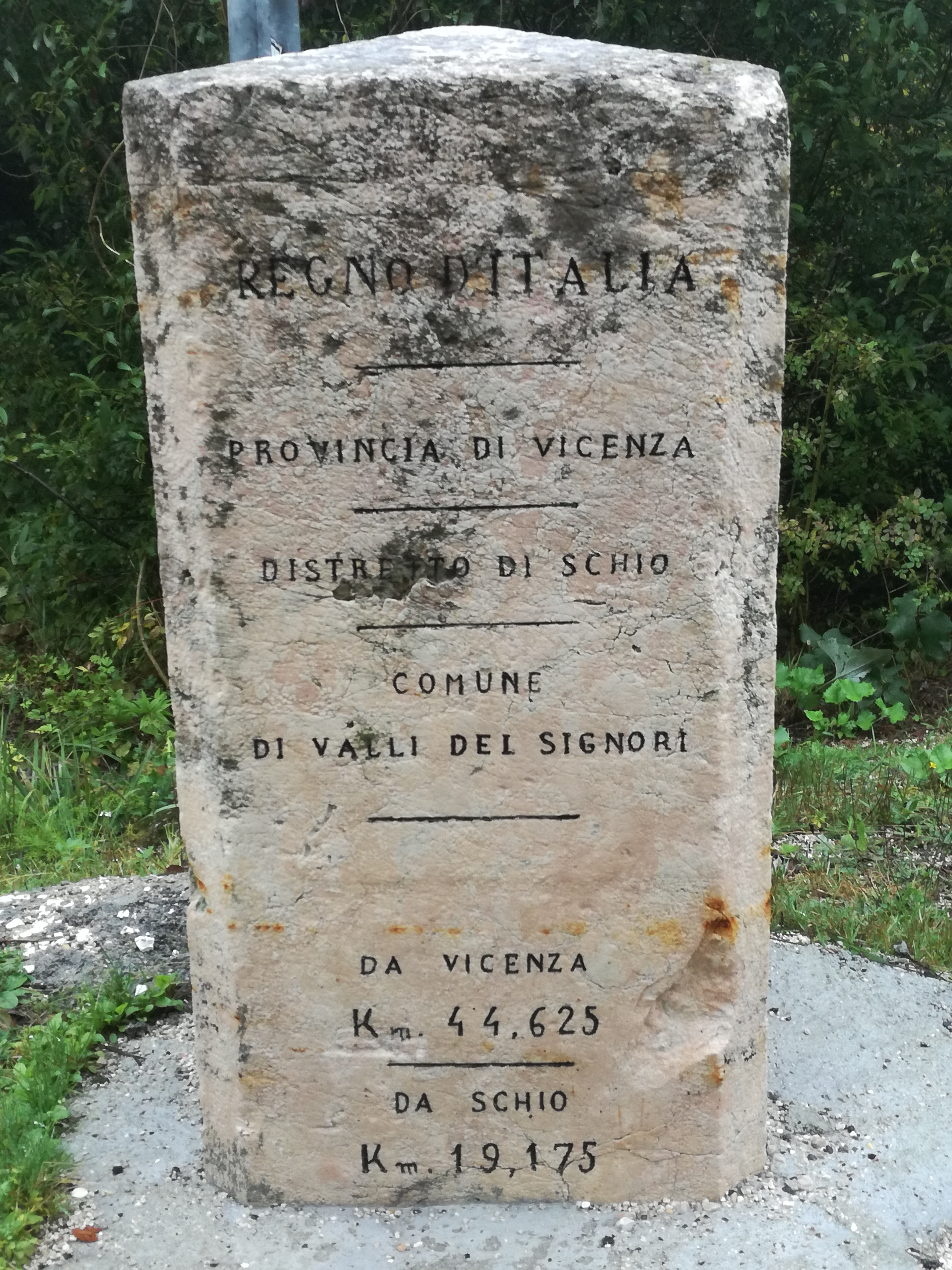
Hraniční kámen na Passo Pian delle Fugazze